# Contea di Cuming
La contea di Cuming (in inglese Cuming County) è una contea dello Stato del Nebraska, negli Stati Uniti. La popolazione al censimento del 2000 era di 10 203 abitanti. Il capoluogo di contea è West Point.